# NGC 5023
NGC 5023 је спирална галаксија у сазвежђу Ловачки пси која се налази на NGC листи објеката дубоког неба.
Деклинација објекта је + 44° 2' 14" а ректасцензија 13h 12m 11,7s. Привидна величина (магнитуда) објекта NGC 5023 износи 12,1 а фотографска магнитуда 12,8. Налази се на удаљености од 8,862 милиона парсека од Сунца. NGC 5023 је још познат и под ознакама UGC 8286, MCG 7-27-43, CGCG 217-17, FGC 1578, PGC 45849.